# Stenoptilia islandicus
Stenoptilia islandicus is een vlinder uit de familie vedermotten (Pterophoridae). De wetenschappelijke naam is voor het eerst geldig gepubliceerd in 1857 door Staudinger.
De soort komt voor in Europa.